# Goose house Phrase ＃15 HEPTAGON
『Goose house Phrase #15 HEPTAGON』（グース ハウス フレーズ フィフティーン ヘプタゴン）は、Goose houseの通算8作目のアルバム。2017年2月22日発売にgr8!recordsより発売された。

## 概要
2015年の『Goose house Phrase #10 Milk』、『Goose house Phrase #11 Bitter』の2作同時発売より2年ぶりのリリース。2017年1月6日に開催された「Goose house Live Tour 2017 〜はじまり、はじまりツアー〜」（新潟県民会館公演）で、本作の発売が発表された。
タイトルの「HEPTAGON」は、七角形の意を持つ英単語で、「今の7人でしか描くことが出来ない最高のアルバムが出来た」というメンバーの思いから付けられた。なお、本作が竹澤汀が参加した最後のアルバムとなる。
初回生産限定盤と通常盤の2形態で発売され、初回生産限定盤に付属のDVDには全2作以降に発売されたシングル3曲のミュージック・ビデオが収録された。また、一部の販売店では先着販売特典としてポスターが付属する。
2017年3月6日付のオリコン週間アルバムランキングで初登場14位を獲得した。

## 収録曲

### CD
- 全曲 作詞・作曲: Goose house

1. 僕らだけの等身大 (4:19)
（編曲：松浦晃久）
  - 5thシングル
2. Fly High, So High (4:45)
（編曲：Goose house）
  - 4thシングル
3. You (4:26)
（編曲：WABISABI）
全国ホールツアー「Goose house Live Tour 2017 〜はじまり、はじまりツアー〜」で先行披露された[4]。
4. 恋と雨 (3:44)
（編曲：秋田茉梨絵）
5. MUSIC〜涙の虹〜 (4:45)
（編曲：WABISABI）
全国ホールツアー「Goose house Live Tour 2017 〜はじまり、はじまりツアー〜」で先行披露された[4]。
6. ALL MY LOVE (3:59)
（編曲：松浦晃久）
7. 君に拍手を (4:44)
（編曲：松浦晃久）
8. 悪い王様のお話 (4:00)
（編曲：秋田茉梨絵）
9. あの日の歌 (4:21)
（編曲：太田貴之）
10. LOVE & LIFE (5:01)
（編曲：Goose house）
  - 3rdシングル

### DVD(初回限定盤のみ付属)
下記楽曲のミュージックビデオが収録されている。
1. 僕らだけの等身大
2. Fly High, So High
3. LOVE & LIFE